# 豫北医学院
豫北医学院，是一位于河南省新乡市的民办本科全日制普通高等院校。

## 历史变革
新乡医学院三全学院于2003年4月经河南省教育厅批准成立，2003年12月教育部审核确认为独立学院。2012年，学院与卫生部中国医师协会合作成立“中国医师人文医学执业技能培训基地”，2013年成立国家技能鉴定站，是豫北地区唯一一所承担医疗卫生行业工种职业技能鉴定的站点。2014年底，学院获准加入应用技术大学（学院）联盟。
2025年2月21日，经中华人民共和国教育部批准，原属新乡医学院管理的独立学院新乡医学院三全学院脱离该校管理，并转设为民办普通高等学校豫北医学院，由上海宇美企业管理有限公司全资持有.

## 院系
- 学院现设有基础医学院、护理学院、检验与影像学院、医疗技术学院、管理学院、临床学院、药学院、生命科学技术学院等11个教学院(系)部[3]；
- 目前在校生15000余人。

## 办学层次
本科、专升本、专科（高职）